# 逻辑原子论
逻辑原子论是一种起源于20世纪早期的哲学理论，主要与伯特兰·罗素和路德维希·维特根斯坦的作品有关。此理论提出世界由“逻辑原子”组成，而“逻辑原子”是简单的、不可分割的元素。“逻辑原子”组成了“原子事实”，进而构成了宇宙的最终成分。所有复杂的实体都可以用它们来分析。该理论还强调语言和逻辑在认识世界中的重要性，并认为命题（propositions）是由逻辑原子组成的。原子事实可以通过基本命题来描述。复杂的命题则是由这些基本命题通过逻辑运算构建而成的。
伯特兰·罗素和路德维希·维特根斯坦是逻辑原子论最著名的两位拥护者和奠基人。罗素是英国哲学家、逻辑学家和数学家，他在《数学原理》（The Principles of Mathematics，1903年）一书中提出了逻辑原子论。罗素对逻辑原子论的主要贡献是提出了类型理论（the theory of types），旨在解决语言中的自参照（self-reference）问题。他还提出了描述理论（the theory of descriptions），旨在阐明语言中确定描述的含义。
路德维希·维特根斯坦是一位奥地利裔英国哲学家，他最著名的作品是《逻辑哲学论》（Tractatus Logico-Philosophicus，1921），该书被认为是逻辑原子论最重要的著作之一。维特根斯坦对逻辑原子论的主要贡献在于他提出了世界是由原子事实组成的观点。

## 原则
罗素认为他的原子论学说与 "或多或少追随黑格尔的人们 "的观点相悖。
逻辑原子论的第一原则是世界包含 "事实（facts）"。事实是由对象（"特殊性（particulars）"）组成的复杂结构。事实可能是一个对象具有某种属性，或者它与其他对象存在某种关系。此外，还有“判断（judgments）”（"信念（beliefs）"），它们与事实之间存在着某种关系，通过这种关系，它们可以是真的，也可以是假的。